# Distretto di Zhalaǧaš
Il distretto di Zhalaǧaš (in kazako: Жалағаш ауданы) è un distretto (audan) del Kazakistan con  capoluogo Zhalaǧaš.